# アンドロメダ (レンブラント)
『アンドロメダ』（蘭: Andromeda、英: Andromeda）は、17世紀オランダ黄金時代の巨匠レンブラント・ファン・レインが1630年に板上に油彩で制作した縦34センチ、横24.5センチの絵画である。『アンドロメダ』は、レンブラントが制作した最初の神話の女性を描いた全身裸像の歴史画である。主題は、オウィディウスの『変身物語』に由来している。 作品は、1907年から1946年まで、アブラハム・ブレディウス (Abraham Bredius) からハーグのマウリッツハイス美術館に寄託されていたが、1946年に同氏から美術館に遺贈された。

## 主題
『変身物語』で、アンドロメダは、エチオピアの王ケーペウスと女王カッシオペイアの娘であった。カッシオペイアは自身の美しさに非常にうぬぼれ、神々の女王であったユーノーやネーレーイスよりも美しいと主張した。カッシオペイアの主張に侮辱されたネプトゥヌスは、エチオピアの海岸に海の怪物を送った。ネプトゥヌスは、王の美しい処女の娘、アンドロメダを生贄として海の怪物に捧げることでしか宥めることはできなかった。 王女アンドロメダは海岸の岩に鎖で繋がれ、海の怪物を待つことになった。通りかかったペルセウスは、美しい少女に気づき、彼女の両親に掛け合って、結婚を許してもらえるのなら彼女を助けるという取り決めをした。 王と女王は同意し、アンドロメダは救われた。

## 窮地の女性
本作は、典型的な「窮地の女性」 を描いている。この主題においては、美しい若い女性が危険な状況にあり、たいていは怪物がいるか囚われの状態にある。そして、女性は英雄にのみ救われ、通常、最後には彼と結婚するのである。この絵画では、アンドロメダは憔悴した表情をしており、完全に足かせを付けられ、身動きができない。作品にペルセウスは登場していないが、同様の絵画ではペルセウスが英雄的で優雅な光の中、暖色を使って、英雄的なポーズで描かれているのを見ることができる。

## 美の描写

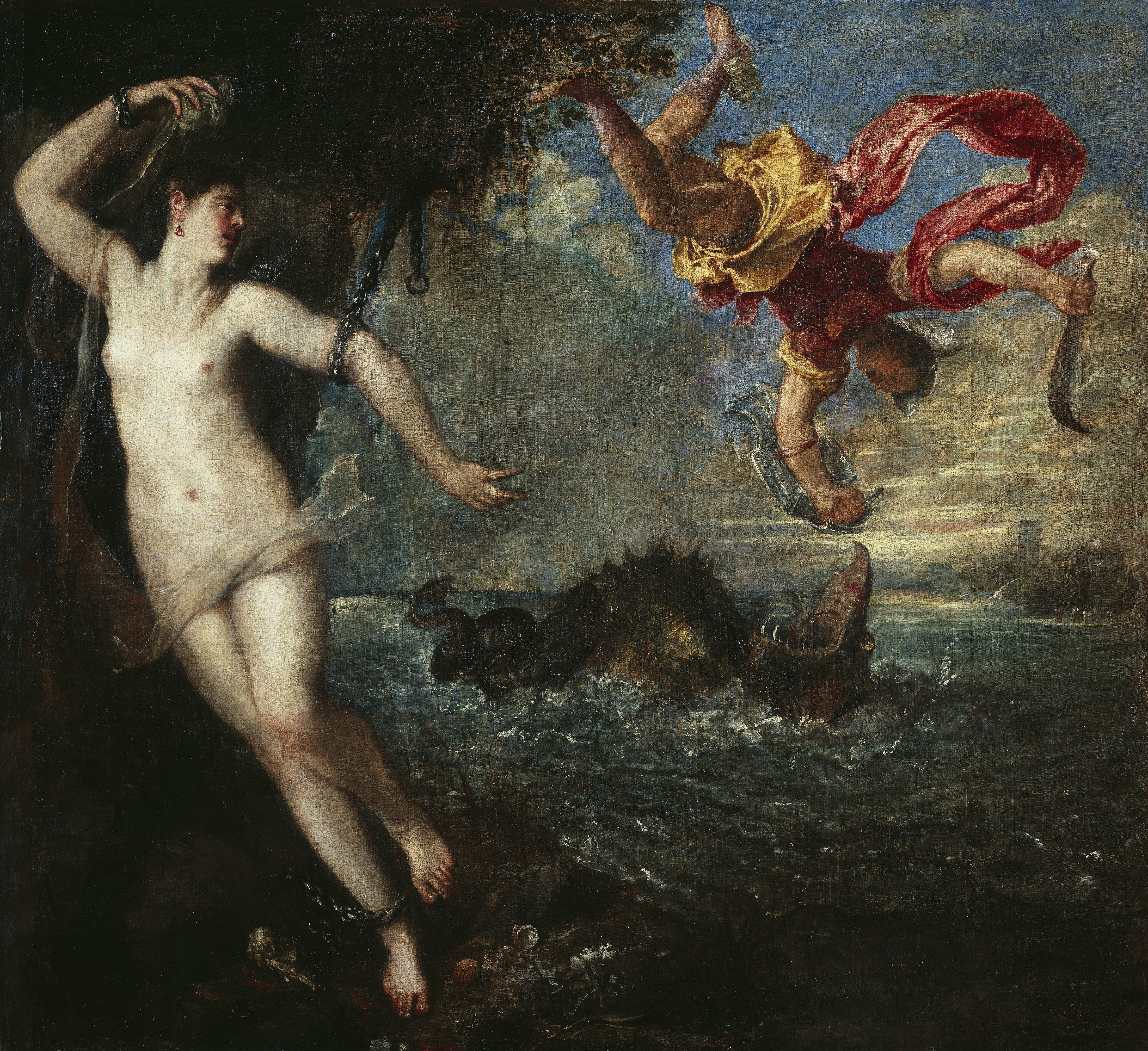
ティツィアーノ・ヴェチェッリオの絵画『ペルセウスとアンドロメダ』。ウォレス・コレクション所蔵。

ティツィアーノなど多くの画家が王女アンドロメダ、彼女の救い主ペルセウス、海の怪物を同じ構図の中に表して、この物語を描いている。オウィディウスの物語に描かれているような彼女の美しさは、ペルセウスとともにこれらの作品に見ることができる。この物語は、伝統的に鎖につながれた豊満な女性の裸体を描く格好の機会とされてきたのである。
レンブラントは、アンドロメダをグラマーな美女として描かず、自然に見える少女を描くことにより、古典的な慣例を避けている。不安げに画面の外の右上を見やる王女は、救い主となるペルセウスを目に留めているのかもしれない。他の人物が登場しない画面で、レンブラントは物語の全体を描くのではなく、アンドロメダの恐怖心のみを描いている。感情を場面の中心的なモティーフとすることはレンブラントの作品の特徴である。 
本作は、理想化された美を拒むレンブラントの作品の1例である。彼は、真の美が現実に存在するとは信じていなかったので、見たままに女性たちを描いたのである。女性たちは、自然のまま不完全であり、欠点がある。この作品のアンドロメダは丸く突き出た腹部、たるんだ上腕部、年齢の割に張りのない皮膚など理想美とは遠い描写である。アンドロメダから理想美を剥奪したレンブラントの決断は、彼の最初期の宗教画と同じく芸術的革新を目指したためであったと見なしたほうがよさそうである。
本作に続く、同時期のレンブラントの裸体神話画である『アクタイオンとカリストのいるディアナとニンフの水浴』(アンホルト城) と『ダナエ』 (エルミタージュ美術館) は、画家の裸体像の描写の変遷を示している。